# Ballana orleta
Ballana orleta är en insektsart som beskrevs av Delong 1964. Ballana orleta ingår i släktet Ballana och familjen dvärgstritar. Inga underarter finns listade i Catalogue of Life.